# 瓦拉瓦尔
瓦拉瓦尔（法語：Valavoire，法語發音：[valavwaʁ]）是法国上普罗旺斯阿尔卑斯省的一个市镇，属于福卡尔基耶区。

## 地理
瓦拉瓦尔（44°16'45"N, 6°3'59"E）面积16.81 平方千米，位于法国普罗旺斯-阿尔卑斯-蓝色海岸大区上普罗旺斯阿尔卑斯省，该省份为法国东南部内陆省份，北起上阿尔卑斯省，西接沃克吕兹省，西北接德龙省，南至瓦尔省，东临滨海阿尔卑斯省，东北部与意大利接壤。
与瓦拉瓦尔接壤的市镇（或旧市镇、城区）包括：欧通、巴永、沙托福尔、克拉芒萨讷、圣热涅。

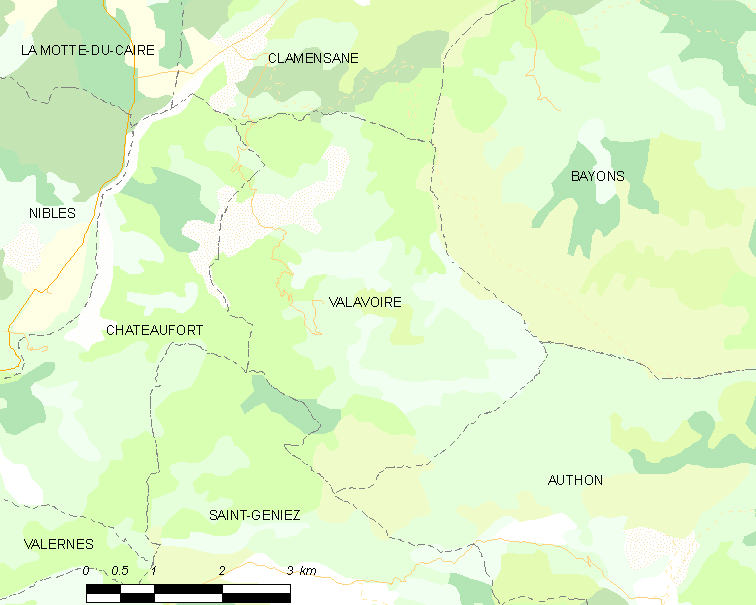
瓦拉瓦尔的OSM定位图

瓦拉瓦尔的时区为UTC+01:00、UTC+02:00（夏令时）。

## 行政
瓦拉瓦尔的邮政编码为04250，INSEE市镇编码为04228。

## 政治
瓦拉瓦尔所属的省级选区为塞讷县。

## 人口

1962-2008年间瓦拉瓦尔人口变化图示

瓦拉瓦尔于2022年1月1日时的人口数量为39人。